# 3Steps
3Steps (wymowa: θriː stɛps) – niemiecka grupa artystyczna złożona z braci bliźniaków Kaia Heralda Kriegera i Uwe Heralda Kriegera (obaj urodzeni 15 marca 1980) wraz z Joachimem Pittem (urodzonym 8 grudnia 1980).
Działalność artystyczna grupy 3Steps zaczęła się od murali, graffiti i street artu. Głównym środkiem wyrazu jest w przypadku twórczości 3Steps puszka ze sprayem. Zespół zajmuje się tworzeniem ogromnych obrazów na fasadach i muralach, tworzy również za pomocą kilku technik malarskich w studio. Jaskrawe kolory i odzwierciedlenie cech nowoczesnego społeczeństwa to główne założenia twórczości trzech przyjaciół.
W listopadzie 2014 3Steps otrzymali nagrodę “Kultur- und Kreativpilot Deutschland” (Kulturalny i kreatywny pilot Niemiec) wydawaną przez Republikę Federalną Niemiec. Członkowie 3Steps żyją i tworzą w uniwersyteckim miasteczku Gießen w centralnych Niemczech.

## Rozwój
Grupa 3Steps została założona w 1998 roku. Styl jej członków szybko rozwinął się z klasycznego graffiti “New York Style Writing” oraz artystycznego graffiti w artystyczne historie tworzone na wielkoformatowych muralach. Dzieła grupy zobaczyć można w wielu miejscach na całym świecie, począwszy od Gießen i Wetzlar, poprzez Monachium i Berlin, aż po Londyn, Mediolan, Wenecję, Los Angeles i Nowy Jork.
Po ukończeniu studiów i zdobyciu dyplomów oraz nagrody PhD w 2012 roku przyjaciele założyli własne studio na terenie Gießen. Od tamtego czasu poświęcają się działaniu w oparciu o nowe środki wyrazu, tematy i projekty. W studio członkowie 3Steps tworzą prace z dziedziny sztuk pięknych, edycje i produkty na wyłączność.

## Prace
Obecny styl 3Steps przejawia wpływy street artu, graffiti style writing, fotorealizmu, technik druku i pop-artu. Najnowsze prace zespołu odzwierciedlają życie współczesnego społeczeństwa charakteryzowanego przez elementy rzeczywistości, fikcji, mediów i fantastyki. Obrazy 3Steps tworzą opowiadania i współczesne baśnie. Większość z historii tworzonych przez grupę oparta jest na ikonicznych postaciach i sytuacjach z życia codziennego. 3Steps zamienia miejsca użytku publicznego oraz obiekty historyczne w sztukę współczesną. Natura styka się w nich z kulturą miejską i zatopionymi metropoliami. Dzieła zespołu to kolorowe obrazy, na których estetyka i urok łączą się z kulturą miejską i przygodą.
Prace 3Steps obejmują wielkoskalowe murale, street art, obrazy na drewnie i płótnie, fotografie, druk sitowy oraz rzeźbę i instalacje. Większość z dzieł powstałych za pomocą technik mieszanych to kolaże z magazynów, gazet, czasopism, fotografii, szablonów, sprayu, farby akrylowej, żywicy oraz druku sitowego na drewnie i płótnie.

## River Tales
3Steps jest pomysłodawcą i mecenasem międzynarodowego festiwalu sztuki miejskiej River Tales (po niemiecku: Flussgeschichten). Celem odbywającego się cyklicznie przedsięwzięcia jest powtórny rozwój miast, wsi i rzek dzięki sztuce muralowej oraz street artowi. Od 2012 roku impreza przybiera na sile dzięki udziałowi licznych międzynarodowych artystów (takich jak Loomit, Dome, Alexander Becherer, 3Steps, Macs oraz Etnik). Założeniem festiwalu jest dyskusja na temat zmian zachodzących w miastach oraz ponownego zaprojektowania miast nad rzeką.

## Wystawy

### Wybrane wystawy
- 2014: Ahead! a studio show, Milvus Gallery, Gießen (pojedynczy pokaz)
- 2014: Goethes Werther, Museum of Wetzlar
- 2014: Stadtbotanik, Galerie am Bahndamm, Gießen
- 2013: East vs. West Coast Galerie S., Aachen
- 2013: East vs. West Coast, Milvus Gallery, Gießen (pojedynczy pokaz)
- 2013: Einer von uns. August Bebel und Wetzlar, Museum Wetzlar
- 2010: 100 Künstler | 100 artists, Museum Zinkhütter Hof, Stolberg Akwizgran
- 2010: Style needs no color, Pretty Portal, Düsseldorf
- 2010: Style needs no color, Stroke 2 Art Fair, Monachium
- 2010: Style needs no color, Bloom Art.Fair 21, Kolonia

### Festiwalestreet artu(wybrane)
- 2014: River Tales | Event of Urban Art, Gießen
- 2012: Can!t graffiti festival, Antwerpia
- 2012: Urban Device, Grosseto
- 2012: River Tales | Event of Urban Art, Giessen-Wetzlar
- 2011: Can!t graffiti festival 2011, Antwerpia
- 2011: IBUg 2011 – Urban Culture Festival, Meerane
- 2009: International Meeting of Styles – State of mind, Londyn
- 2009: Can!t graffiti festival 2009, Antwerpia
- 2009: Beyond Materialism, Saloniki, Grecja
- 2008: Urban Code, Wenecja
- 2007: International Meeting of Styles – Big Dreamers, Nowy Jork
- 2007: Brighton Hip Hop Festival – Freedom, Brighton, Wielka Brytania
- 2006: Optical Confusion – Meeting of Mural Art, Wetzlar

### Przeczytaj również
- Iosifidis Kiriakos: Mural Art Vol. 3: Murals on huge public Places around the World. Publikat, Mainaschaff 2010, ISBN 3-939566-28-4, p. 20–21.
- Cristian Campos: 1,000 Ideas for Graffiti and Street Art: Murals, Tags, and More from Artists Around the World l. Rockport Publishers & moamao Publications, Beverly MA/Barcelona 2010, ISBN 978-1-59253-658-0.
- Reinhard Müller-Rode: 3Steps Urban Art. In: Bogart. 4. Jahrgang, Nr. 7, 2011, S. 8–11 (online).
- Style needs no color: Schwarz auf Weiss – Vol. II – Style needs no color. From Here to Fame Publishing, Berlin 2011, ISBN 978-3-937946-06-1, p. 120–121.
- Cristian Campos: Graffiti and Urban Art: Murals, Tags, Stencils and Sticker. Loft Publications & Frechmann Kolon, Barcelona/Köln 2011, ISBN 84-9936-771-2, p. 228–253.
- Artistic career | Karriere mit Kunst. In: Streifzug Magazin. April 2014, p. 37 (online).
- Frank Malt: 100 European Graffiti Artists. Schiffer Pub Co, Atglen PA 2014, ISBN 978-0-7643-4658-3, p. 12–15.

### Informacje w radio i telewizji
- Daniela Will: Remarkable Street Artists | Ausgezeichnete Sprayer. tv report, Sat1 17:30LIVE. 2015-01-16, (online).
- Eva Grage: Awarded Street Artists | Ausgezeichnete Sprayer | 3Steps from Giessen. radio report, In: hr2-kultur. 2014-12-20, (online).